# Tercera Federación - Grupo II 2023-24
La temporada 2023-24 del Grupo II de la Tercera Federación de fútbol comenzó el 8 de septiembre de 2023 y finalizó el 12 de mayo de 2024. Posteriormente se disputó la promoción de ascenso entre el 19 de mayo y el 9 de junio en su fase territorial, y para finalizar en su fase nacional entre el 16 y 23 de mayo. Se trata de la tercera edición tras la restructuración de las categorías no profesionales por parte de la RFEF a causa de la pandemia global causada por el Coronavirus; y es la quinta categoría a nivel nacional.

## Sistema de competición
Participan dieciocho clubes encuadrados en un único grupo. Se enfrentan todos contra todos en dos ocasiones -una en campo propio y otra en campo contrario- durante un total de 34 jornadas. El orden de los encuentros se decide por sorteo antes de empezar la competición. La Federación de Fútbol del Principado de Asturias es la responsable de designar las fechas de los partidos y los árbitros de cada encuentro, reservando al equipo local la potestad de fijar el horario exacto de cada encuentro.
Una vez finalizada la competición, el primer clasificado asciende directamente a Segunda Federación y se proclama campeón de Tercera Federación.
Los clasificados entre el segundo y el quinto lugar disputan un Play Off territorial en formato de eliminatorias a doble partido ida y vuelta. En caso de empate el vencedor de la eliminatoria es el equipo mejor clasificado. El equipo vencedor de este Play Off se clasifica a la Promoción de ascenso a Segunda Federación que tiene carácter de final interterritorial.
Los tres últimos clasificados descienden directamente a Primera RFFPA. Puede haber más descensos por arrastre provocados por descensos de superior categoría.

## Ascensos y descensos
| Pos. | Ascendidos a 2.ª Federación |
| ---- | --------------------------- |
| 1º   | C. D. Covadonga             |

| Pos. | Descendidos de 2.ª Federación |
| ---- | ----------------------------- |
|      | Ninguno                       |

| Pos. | Ascendidos de Primera RFFPA |
| ---- | --------------------------- |
| 1º   | Urraca C. F.                |
| 2º   | U. D. Gijón Industrial      |
| 3º   | S. D. Lenense               |
| 4º   | Barcia C. F.                |

| Pos. | Descendidos a Primera RFFPA |
| ---- | --------------------------- |
| 16.º | Valdesoto C. F.             |

## Equipos

### Listado de equipos
| Club                                   | Fundación | Estadio         | Capacidad | Localidad/Barrio  | Concejo                    |
| -------------------------------------- | --------- | --------------- | --------- | ----------------- | -------------------------- |
| Avilés Stadium Club de Fútbol          | 2015      | Muro de Zaro    | 4.000     | Avilés            | Avilés                     |
| Barcia Club de Fútbol                  | 1931      | San Sebastián   | 2.000     | Barcia            | Valdés                     |
| Caudal Deportivo                       | 1918      | Hermanos Antuña | 2.940     | Mieres del Camín  | Mieres                     |
| Unión Club Ceares                      | 1946      | La Cruz         | 1.500     | Ceares            | Gijón                      |
| Club Deportivo Colunga                 | 1934      | Santianes       | 2.000     | Colunga           | Colunga                    |
| Condal Club                            | 1968      | Alejandro Ortea | 2.000     | Noreña            | Noreña                     |
| Unión Deportivo Gijón Industrial       | 1969      | Santa Cruz      | 2.500     | Gijón             | Gijón                      |
| Club Deportivo Lealtad de Villaviciosa | 1916      | Las Callejas    | 2.000     | Villaviciosa      | Villaviciosa               |
| L'Entregu Club de Fútbol               | 1997      | Nuevo Nalón     | 1.200     | El Entrego        | San Martín del Rey Aurelio |
| Unión Deportiva Llanera                | 1981      | Pepe Quimarán   | 1.000     | Posada de Llanera | Llanera                    |
| Sociedad Deportiva Lenense             | 1953      | El Sotón        | 3.000     | Pola de Lena      | Lena                       |
| Club Deportivo Llanes                  | 1949      | San José        | 1.500     | Llanes            | Llanes                     |
| Luarca Club de Fútbol                  | 1912      | La Veigona      | 1.500     | Luarca            | Valdés                     |
| Club Deportivo Praviano                | 1949      | Santa Catalina  | 2.500     | Pravia            | Pravia                     |
| Sporting Atlético                      | 1960      | Mareo           | 3.000     | Mareo             | Gijón                      |
| Real Titánico                          | 1964      | Las Tolvas      | 2.000     | Pola de Laviana   | Laviana                    |
| Club Deportivo Tuilla                  | 1952      | El Candín       | 2.800     | Tuilla            | Langreo                    |
| Urraca Club de Fútbol                  | 1979      | La Corredoria   | 1.700     | Posada de Llanes  | Llanes                     |

### Distribución geográfica
18 equipos de la comunidad autónoma del Principado de Asturias 
| Avilés St. Barcia Caudal Ceares Colunga Condal Gijón Industrial Lenense Llanera Llanes Tuilla L'Entregu Luarca Lealtad Praviano R.Titánico Sporting Atlético Urraca |

Hay representantes de siete de las ocho comarcas del Principado de Asturias, siendo la de Gijón con cuatro equipos la mejor representada. Tan solo la Comarca del Narcea no tiene ningún representante.
4 equipos de Gijón y su comarca:
- U. C. Ceares
- U. D. Gijón Industrial
- C. D. Lealtad
- Sporting Atlético

3 equipos de la Comarca del Nalón:
- L'Entregu C.F.
- C.D. Tuilla
- Real Titánico

3 equipos de la Comarca del Oriente de Asturias:
- C. D. Colunga
- C. D. Llanes
- Urraca C. F.

2 equipos de la Comarca de Oviedo:
- Condal Club
- U. D. Llanera

2 equipos de la Comarca de Avilés:
- Avilés Stadium C. F.
- C. D. Praviano

2 equipos de la Comarca del Caudal:
- Caudal Deportivo
- S. D. Lenense

2 equipos de la Comarca del Eo-Navia
- Barcia C.F.
- Luarca C.F.

## Clasificación
| Pos. | Equipo                     | Pts. | PJ | G  | E  | P  | GF  | GC | Dif. |                                                                                    |
| ---- | -------------------------- | ---- | -- | -- | -- | -- | --- | -- | ---- | ---------------------------------------------------------------------------------- |
| 1    | U. D. Llanera (A, C)       | 87   | 34 | 28 | 3  | 3  | 105 | 25 | +80  | Ascenso a Segunda Federación y Copa del Rey                                        |
| 2    | Sporting Atlético          | 71   | 34 | 21 | 8  | 5  | 61  | 15 | +46  | Acceso a Promoción de Ascenso a Segunda Federación                                 |
| 3    | C. D. Lealtad              | 65   | 34 | 19 | 8  | 7  | 53  | 25 | +28  | Play Off de Ascenso a Segunda Federación y Clasificación a la Copa Federación 2024 |
| 4    | U. C. Ceares               | 65   | 34 | 19 | 8  | 7  | 52  | 30 | +22  | Acceso a Promoción de Ascenso a Segunda Federación                                 |
| 5    | L'Entregu C. F.            | 63   | 34 | 18 | 9  | 7  | 51  | 32 | +19  | Acceso a Promoción de Ascenso a Segunda Federación                                 |
| 6    | C. D. Praviano             | 55   | 34 | 13 | 16 | 5  | 34  | 26 | +8   |                                                                                    |
| 7    | C. D. Tuilla               | 52   | 34 | 13 | 13 | 8  | 56  | 43 | +13  |                                                                                    |
| 8    | Urraca C. F.               | 44   | 34 | 11 | 11 | 12 | 33  | 35 | −2   |                                                                                    |
| 9    | Caudal Deportivo           | 43   | 34 | 9  | 16 | 9  | 35  | 35 | 0    |                                                                                    |
| 10   | C. D. Colunga              | 41   | 34 | 11 | 8  | 15 | 38  | 44 | −6   |                                                                                    |
| 11   | S. D. Lenense              | 38   | 34 | 10 | 8  | 16 | 32  | 45 | −13  |                                                                                    |
| 12   | Avilés Stadium C. F.       | 36   | 34 | 8  | 12 | 14 | 30  | 43 | −13  |                                                                                    |
| 13   | Real Titánico              | 36   | 34 | 9  | 9  | 16 | 43  | 63 | −20  |                                                                                    |
| 14   | Condal Club                | 36   | 34 | 10 | 6  | 18 | 28  | 49 | −21  |                                                                                    |
| 15   | C. D. Llanes (D)           | 35   | 34 | 9  | 8  | 17 | 36  | 54 | −18  | Descenso a Regional Preferente por arrastre                                        |
| 16   | U. D. Gijón Industrial (D) | 30   | 34 | 7  | 9  | 18 | 36  | 67 | −31  | Descenso a Primera RFFPA                                                           |
| 17   | Luarca C. F. (D)           | 25   | 34 | 6  | 7  | 21 | 38  | 75 | −37  | Descenso a Primera RFFPA                                                           |
| 18   | Barcia C. F. (D)           | 13   | 34 | 2  | 7  | 25 | 26  | 81 | −55  | Descenso a Primera RFFPA                                                           |

Actualizado a los partidos jugados el 24 de mayo de 2024.
 Fuente: Resultados Fútbol

## Resultados
| Local \ Visitante      | AVI | BAR | CAU | CEA | COL | CON | GIJ | ENT | LEA | LEN | LLR | LLS | LUA | PRA | SPO | TIT | TUI | URA |
| ---------------------- | --- | --- | --- | --- | --- | --- | --- | --- | --- | --- | --- | --- | --- | --- | --- | --- | --- | --- |
| Avilés Stadium C. F.   | —   | 0–2 | 1–3 | 1–1 | 3–2 | 0–0 | 2–1 | 2–3 | 0–1 | 3–0 | 0–2 | 2–1 | 1–1 | 0–0 | 0–3 | 0–1 | 1–1 | 0–0 |
| Barcia C. F.           | 1–1 | —   | 2–2 | 0–4 | 3–4 | 0–3 | 1–2 | 0–3 | 0–5 | 0–2 | 0–5 | 2–2 | 1–3 | 3–4 | 1–0 | 1–2 | 0–3 | 0–0 |
| Caudal Deportivo       | 2–0 | 2–2 | —   | 0–0 | 0–0 | 0–0 | 1–0 | 4–1 | 0–0 | 2–0 | 0–2 | 1–1 | 2–1 | 1–1 | 0–0 | 1–1 | 2–2 | 2–1 |
| U. C. Ceares           | 2–1 | 1–0 | 2–0 | —   | 1–1 | 2–1 | 2–0 | 0–1 | 1–1 | 2–1 | 2–4 | 1–0 | 2–0 | 1–0 | 1–3 | 3–0 | 2–3 | 2–1 |
| C. D. Colunga          | 3–1 | 1–0 | 1–0 | 1–2 | —   | 1–1 | 3–2 | 0–1 | 0–2 | 0–0 | 2–1 | 1–2 | 1–1 | 0–1 | 0–3 | 1–2 | 1–2 | 1–1 |
| Condal Club            | 0–1 | 2–0 | 2–0 | 2–0 | 2–0 | —   | 0–1 | 1–3 | 0–5 | 0–1 | 0–3 | 1–0 | 2–0 | 0–0 | 0–1 | 4–1 | 1–1 | 2–0 |
| U. D. Gijón Industrial | 1–2 | 1–0 | 1–1 | 1–5 | 1–3 | 0–1 | —   | 0–2 | 2–2 | 1–0 | 4–3 | 3–2 | 1–1 | 1–2 | 0–5 | 2–2 | 1–1 | 0–0 |
| L'Entregu C. F.        | 1–0 | 3–1 | 0–0 | 0–2 | 1–0 | 4–0 | 3–1 | —   | 0–0 | 2–0 | 2–2 | 2–1 | 3–1 | 2–0 | 1–2 | 2–1 | 1–2 | 0–0 |
| C. D. Lealtad          | 0–0 | 2–0 | 1–0 | 1–1 | 0–1 | 3–0 | 3–0 | 2–1 | —   | 3–0 | 0–1 | 2–1 | 4–0 | 0–0 | 0–1 | 2–1 | 2–2 | 2–1 |
| S. D. Lenense          | 0–0 | 3–1 | 1–1 | 0–1 | 2–0 | 1–1 | 2–1 | 1–1 | 0–1 | —   | 0–3 | 2–1 | 3–0 | 1–2 | 2–0 | 3–2 | 1–1 | 1–1 |
| U. D. Llanera          | 4–0 | 5–0 | 3–0 | 1–0 | 3–2 | 3–0 | 4–1 | 3–1 | 3–1 | 4–1 | —   | 5–1 | 5–1 | 4–1 | 0–0 | 2–4 | 2–0 | 3–0 |
| C. D. Llanes           | 0–0 | 3–2 | 1–0 | 1–1 | 1–2 | 1–0 | 1–0 | 0–1 | 0–1 | 0–0 | 1–7 | —   | 3–1 | 0–0 | 0–0 | 2–1 | 0–2 | 1–2 |
| Luarca C. F.           | 0–2 | 3–0 | 2–2 | 2–3 | 0–3 | 3–0 | 2–3 | 0–1 | 1–0 | 1–2 | 0–5 | 1–3 | —   | 1–1 | 0–5 | 4–1 | 1–1 | 1–2 |
| C. D. Praviano         | 0–0 | 1–0 | 1–1 | 1–1 | 2–0 | 1–0 | 0–0 | 1–1 | 1–2 | 2–0 | 0–0 | 3–2 | 4–1 | —   | 0–0 | 2–2 | 1–0 | 1–0 |
| Sporting Atlético      | 1–0 | 4–0 | 0–1 | 0–0 | 1–0 | 5–1 | 5–0 | 0–0 | 3–0 | 1–0 | 0–1 | 1–2 | 5–0 | 0–0 | —   | 3–1 | 2–1 | 2–0 |
| Real Titánico          | 2–4 | 3–1 | 2–3 | 0–3 | 0–0 | 1–0 | 2–2 | 1–1 | 1–2 | 2–1 | 0–5 | 1–0 | 1–3 | 0–0 | 1–1 | —   | 3–2 | 0–1 |
| C. D. Tuilla           | 1–1 | 2–2 | 2–1 | 0–1 | 2–2 | 3–0 | 3–1 | 3–2 | 2–1 | 3–1 | 1–4 | 5–1 | 1–1 | 2–0 | 1–2 | 0–0 | —   | 1–1 |
| Urraca C. F.           | 3–1 | 0–0 | 1–0 | 2–0 | 0–1 | 4–1 | 1–1 | 1–1 | 1–2 | 2–0 | 0–3 | 1–1 | 2–1 | 0–1 | 1–2 | 2–1 | 1–0 | —   |

## Play Off de Ascenso a Segunda Federación
|  | Semifinales                                          | Semifinales                                          | Semifinales                                          | Semifinales                                          | Semifinales                                          |   |                 | Semifinales                                          | Semifinales                                          | Semifinales                                          | Semifinales                                          | Semifinales                                          |  |
|  | 19 de mayo de 2024 (ida) 26 de mayo de 2024 (vuelta) | 19 de mayo de 2024 (ida) 26 de mayo de 2024 (vuelta) | 19 de mayo de 2024 (ida) 26 de mayo de 2024 (vuelta) | 19 de mayo de 2024 (ida) 26 de mayo de 2024 (vuelta) | 19 de mayo de 2024 (ida) 26 de mayo de 2024 (vuelta) |   |                 | 2 de junio de 2024 (ida) 9 de junio de 2024 (vuelta) | 2 de junio de 2024 (ida) 9 de junio de 2024 (vuelta) | 2 de junio de 2024 (ida) 9 de junio de 2024 (vuelta) | 2 de junio de 2024 (ida) 9 de junio de 2024 (vuelta) | 2 de junio de 2024 (ida) 9 de junio de 2024 (vuelta) |  |
|  |                                                      |                                                      |                                                      |                                                      |                                                      |   |                 |                                                      |                                                      |                                                      |                                                      |                                                      |  |
|  |                                                      |                                                      |                                                      |                                                      |                                                      |   |                 |                                                      |                                                      |                                                      |                                                      |                                                      |  |
|  | 5º                                                   | L'Entregu C. F.                                      | 0                                                    | 3                                                    | 3                                                    |   |                 |                                                      |                                                      |                                                      |                                                      |                                                      |  |
|  | 5º                                                   | L'Entregu C. F.                                      | 0                                                    | 3                                                    | 3                                                    |   |                 |                                                      |                                                      |                                                      |                                                      |                                                      |  |
|  | 2º                                                   | Sporting Atlético                                    | 0                                                    | 2                                                    | 2                                                    |   |                 |                                                      |                                                      |                                                      |                                                      |                                                      |  |
|  | 2º                                                   | Sporting Atlético                                    | 0                                                    | 2                                                    | 2                                                    |   | L'Entregu C. F. | L'Entregu C. F.                                      | 3                                                    | 0                                                    | 3                                                    |                                                      |  |
|  |                                                      |                                                      |                                                      |                                                      |                                                      |   | L'Entregu C. F. | L'Entregu C. F.                                      | 3                                                    | 0                                                    | 3                                                    |                                                      |  |
|  |                                                      |                                                      | C. D. Lealtad                                        | C. D. Lealtad                                        | 0                                                    | 2 | 2               |                                                      |                                                      |                                                      |                                                      |                                                      |  |
|  | 4º                                                   | U. C. Ceares                                         | C. D. Lealtad                                        | C. D. Lealtad                                        | 0                                                    | 2 | 2               | 0                                                    | 1                                                    | 1                                                    |                                                      |                                                      |  |
|  | 4º                                                   | U. C. Ceares                                         |                                                      |                                                      |                                                      |   |                 | 0                                                    | 1                                                    | 1                                                    |                                                      |                                                      |  |
|  | 3º                                                   | C. D. Lealtad                                        | 1                                                    | 3                                                    | 4                                                    |   |                 |                                                      |                                                      |                                                      |                                                      |                                                      |  |
|  | 3º                                                   | C. D. Lealtad                                        | 1                                                    | 3                                                    | 4                                                    |   |                 |                                                      |                                                      |                                                      |                                                      |                                                      |  |
|  |                                                      |                                                      |                                                      |                                                      |                                                      |   |                 |                                                      |                                                      |                                                      |                                                      |                                                      |  |

## Clasificado a la Copa del Rey
| Bandera de Asturias |
| U. D. Llanera       |
| 1º Puesto           |

Nota: Hay posibilidad de que el subcampeón se clasifique a la Copa del Rey si no es un equipo filial.